# Stanisław Łyszczarz
Stanisław Łyszczarz (ur. 1930, zm. 1991) – artysta plastyk, malarz, rzeźbiarz.

## Życiorys

### Dzieciństwo i młodość
Stanisław Łyszczarz urodził się 22 marca 1930 roku w Lichwinie koło Tarnowa w rodzinie Agaty i Józefa Łyszczarzów. Rodzinny dom artysty znajduje się na najwyższym szczycie ziemi tarnowskiej, górze Wał (523 m n.p.m.), nieopodal cmentarza wojennego nr 187, na którym w czasie I wojny światowej spoczął ceniony austriacki grafik z Grazu – Franz Hofer.
Rodzice Stanisława wyemigrowali do Stanów Zjednoczonych, gdzie poznali się. Po pewnym czasie zadecydowali o powrocie do Polski i wybudowaniu domu. Zakupiona przez nich ziemia była w dużej mierze fragmentem pobojowiska z I wojny światowej.
Rodzina Łyszczarzów żyła skromnie. Ojciec Józef był z zawodu szewcem. Stanisław posiadał dwóch braci i trzy siostry. Już w wieku dziecięcym Stanisław zdradzał swoje przyszłe umiejętności artystyczne. Chętnie lepił różne formy w glinie. W czasie wojny jeden z braci Stanisława zginął w Niemczech w czasie alianckiego nalotu.

### Wykształcenie i praca artystyczna
Stanisław Łyszczarz po ukończeniu w 1945 r. szkoły podstawowej rozpoczął naukę w Szkole Sztuk Zdobniczych i Przemysłu Artystycznego w Tarnowie. Następnie kontynuował naukę w Liceum Sztuk Plastycznych w Tarnowie, które ukończył w 1952 roku. W tym samym roku zdał egzamin do Państwowej Wyższej Szkoły Sztuk Plastycznych we Wrocławiu, gdzie studiował w pracowni prof. Eugeniusza Gepperta i prof. Marii Dawskiej. Studia ukończył w czerwcu 1958 roku, otrzymując tytuł dyplomowanego artysty plastyka w zakresie ceramicznego malarstwa architektonicznego.
Po studiach osiedlił się w Częstochowie, gdzie przez 21 lat pracował w tamtejszym Liceum Sztuk Plastycznych jako nauczyciel ceramiki i malarstwa. Od 1980 r. w Wyższej Szkole Pedagogicznej w Częstochowie (obecnie Uniwersytet Humanistyczno-Przyrodniczy im. Jana Długosza w Częstochowie) był wykładowcą rzeźby ceramicznej i malarstwa. W 1990 roku otrzymał nominację na docenta i profesora nadzwyczajnego Wydziału Wychowania Artystycznego i został kierownikiem Zakładu Rzeźby. Przez lata poświęcał się działalności społecznej. Był członkiem Związku Polskich Artystów Plastyków oraz grupy „Zachęta" przy Spółdzielni Mieszkaniowej „Nasza Praca” w Częstochowie.
Zmarł 7 listopada 1991 roku w Częstochowie.

### Życie prywatne
Artysta ożenił się z dziennikarką Krystyną Królicą. Z tego związku miał córkę Blankę, malarkę i ilustratorkę. 

## Twórczość

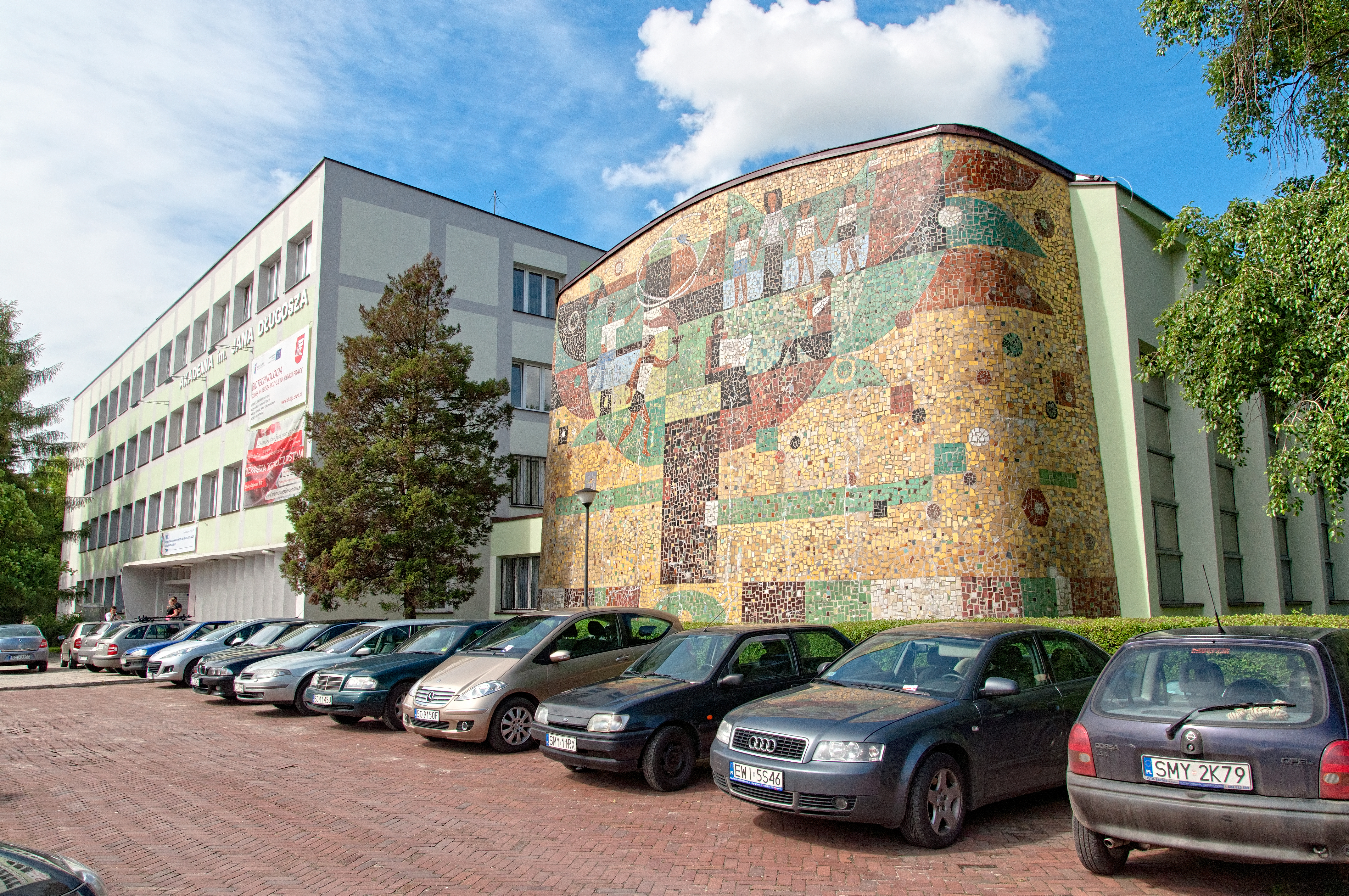
Mozaika Drzewo Mądrości na ścianie zewnętrznej auli Akademii im. Jana Długosza w Częstochowie.

Artystyczną wizję sztuki Stanisława Łyszczarza ukształtowali postimpresjoniści polscy i francuscy, kapiści i koloryści polscy, konstruktywiści, orfiści, a także twórcy ludowi.
Jedną z głównych inspiracji artysty była południowa Polska, a szczególnie ziemia tarnowska oraz Jura Krakowsko-Częstochowska. Miejsca te, usłane polami, wzgórzami, skałami i zamkami, stanowiły źródło jego szkiców terenowych, które później stanowiły podstawę jego obrazów. Były one bardzo osobistą interpretacją pejzażu. Powstawały bardzo długo i zwykle w zaciszu domowego atelier.
Odbywał liczne podróże artystyczne po Polsce i za granicą. Uczestniczył w wielu wystawach w kraju i zagranicą. Obrazy i ceramiki Stanisława Łyszczarza znajdują się w licznych zbiorach prywatnych i muzealnych w kraju i za granicą. W leksykonie Kto jest kim w Polsce wydanym w 1984 roku zamieszczona jest jego nota biograficzna.
Tworzył rzeźby plenerowe dla parków i ogrodów, a także ceramikę użytkową. Stworzył kilkanaście monumentalnych mozaik, jak np. mozaikę na ścianie auli Wyższej Szkoły Pedagogicznej w Częstochowie, mozaikę na ścianach krytej pływalni MOSiR w Częstochowie czy w Ośrodku Kultury w Siewierzu.
Za swoje zasługi był wielokrotnie nagradzany. Artysta zmarł na zawał serca 7 listopada 1991 roku. W 2009 odsłonięto w Częstochowie tablice pamiątkową w miejscu, gdzie znajdowała się jego pracownia.